# Kartuzy (district)
Kartuzy (powiat kartuski) is een Pools district (powiat) in de woiwodschap Pommeren. Het district heeft een oppervlakte van 1120,04 km² en telt 127.098 inwoners (2014).

## Gemeenten
Het district omvat 8 gemeenten: 
Landgemeenten:
- Chmielno (Chmelno)
- Przodkowo (Seefeld)
- Sierakowice (Sierakowitz)
- Somonino (Semlin)
- Stężyca (Stendsitz)
- Sulęczyno (Sullenschin)

Stads- en landgemeenten:
- Kartuzy (Karthaus)
- Żukowo (Zuckau)

Stadsdistricten:
Gdańsk · Gdynia · Słupsk · Sopot

Districten:
Bytów · Chojnice · Człuchów · Gdańsk · Kartuzy · Kościerzyna · Kwidzyn · Lębork · Malbork · Nowy Dwór Gdański · Puck · Słupsk · Starogard · Sztum · Tczew · Wejherowo

Grootste steden:
Chojnice · Gdańsk · Gdynia · Kwidzyn · Lębork · Malbork · Rumia · Słupsk · Sopot · Starogard Gdański · Tczew · Wejherowo